# خدشات (العدين)

تعديل مصدري - تعديل

خدشات محلة تابعة لقرية غابر، التابعة لعزلة غابر بمديرية العدين إحدى مديريات محافظة إب في الجمهورية اليمنية، بلغ تعداد سكانها 51 حسب تعداد اليمن لعام 2004.